# Momentos de Prazer e Agonia
Momentos de Prazer e Agonia é um filme de mistério, suspense e terror lançado em 1983. Foi dirigido por Adnor Pitanga.
Conta a história de Marília, uma professora da capital que muda para o interior, buscando esquecer seu relacionamento amoroso com Renata, apaixonando-se por um fazendeiro da região. Tudo vai bem, até que terríveis homicídios acontecerão envolvendo pessoas próximas a ela.

## Elenco
Elenco de Momentos de Prazer e Agonia:
- Rossana Ghessa
- Anthony Steffen
- Fernando Amaral
- Helena Andrea
- Leila Correia
- Marlene Figueiró
- Rinaldo Gines
- Ismênia Kreis
- Fátima Leite
- Marcos Wainberg